# البستان البوهيمي
البستان البوهيمي (بالإنجليزية: Bohemian Grove) هي أرض مُخيم بمساحة 2,700 فدان (1,100 هكتار) تقع على الجادة البوهيمية رقم 20601، في مونتي ريو، بكاليفورنيا، وهي تابعة لنادي الفن الخاص بالرجال الذي يتخذ من سان فرانسيسكو قاعدةً لهُ والمعروف بالنادي البوهيمي. في مُنتصف شهر يوليو من كُل عام يستضيف البُستان البوهيمي مُعسكراً لمُدة ثلاثة عُطل نهاية أسبوع لثُلة من أهم رجال العالم وأعظمهم سُلطة.

## تمهيد
تتضمن عضوية النادي البوهيمي الذكوري الفنانين والموسيقيين بالإضافة إلى رجال الأعمال البارزين وضباط الحكومة ومجموعة من رؤساء الولايات المتحدة السابقين وكبار المسؤوليين الإعلاميين وذوي السلطة. يمكن للأعضاء دعوة ضيوف إلى البستان البوهيمي، إما بفعاليات «لهو الربيع» في يونيو أو إلى المعسكر المقام في منتصف يوليو. يمكن لأعضاء النادي البوهيمي جدولة يوم مخصص للأحداث الخاصة في البستان البوهيمي في الأوقات خارج توظيفه لأهداف أو نشاطات النادي العامة، ويمكن لهم في هذه الأيام اصطحاب أفراد العائلة أو الأصدقاء، مع عدم بقاء النساء والضيوف الأقل أهمية خارج الملكية أو العقار بعد الساعة التاسعة أو العاشرة مساءً.
بعد 40 عامًا من العضوية في النادي، يحصل الأعضاء على مرتبة «الرقيب القديم»، ما يكسبهم مكانًا محفوظًا في مجالس البستان البوهيمي اليومية إلى جانب امتيازات إضافية. أُعطي هاربرت هوفر، الرئيس السابق للولايات المتحدة رتبة الرقيب القديم في 19 مارس عام 1953، بعدما أتمّ 40 عامًا من العضوية في النادي.
نُقلت فروع شجر السيكوات من البستان إلى فندق والدورف أستوريا في نيويورك حيث استُخدمت لتزيين غرفة المأدُبة تحضيرًا للاحتفال. في خطاب حصوله على المرتبة، قارن هوفر مرتبة الرقيب القديم بدوره المألوف كمستشار مخضرم للرؤساء المتعاقبين.
كان شعار النادي «نسج العناكب لا تأتي إلى هنا» الذي يشير إلى أن المسائل الخارجية والمخاوف بالإضافة إلى الصفقات التجارية ألا تُدخل إلى النادي. عندما يتجمع الأعضاء في مجموعات، عادةً ما يلتزم البوهيميون بالتوصية العامة، إلا أن الحديث في التجارة والعمل غالبًا ما يدور بين المثنويات من الأعضاء. طُوّرت صفقات سياسية وتجارية في البستان البوهيمي. أصبح البستان مشهورًا بشكل خاص بعد اجتماع تخطيط مشروع منهاتن الذي جرى هناك في سبتمبر عام 1942، والذي نتج عنه لاحقًا القنبلة الذرية. كان من بين الحاضرين في الاجتماع، إرنست لورانس وجاي روبرت أوبنهايمر وكبار اللجنة التنفيذية إس-1 مثل رئيس جامعة هارفارد وييل وبرنستون وممثلي «ستاندرد أويل» و«جنرال إلكتريك» بالإضافة إلى العديد من ضباط الجيش. في هذه الفترة، لم يكن أوبنهايمر عضوًا في اللجنة التنفيذية إس-1، إلا أنه ولورانس من استضافا الاجتماع. يأخذ أعضاء النادي دورًا خاصًا في هذا الحدث ويروون القصص للأعضاء الجدد. قاد تصرف آخر في المجمع إلى عدد من الادعاءات، وحتى شيئًا من المحاكاة الساخرة بالثقافة الشعبية، من الأمثلة عن ذلك تعليقات الرئيس السابق ريتشارد نكسون في 13 مايو عام 1971 قائلًا: «إن البستان البوهيمي، الذي أرتاده بين الحين والآخر، هو من أغبى الأشياء التي يمكنك تخيلها».

## تاريخ

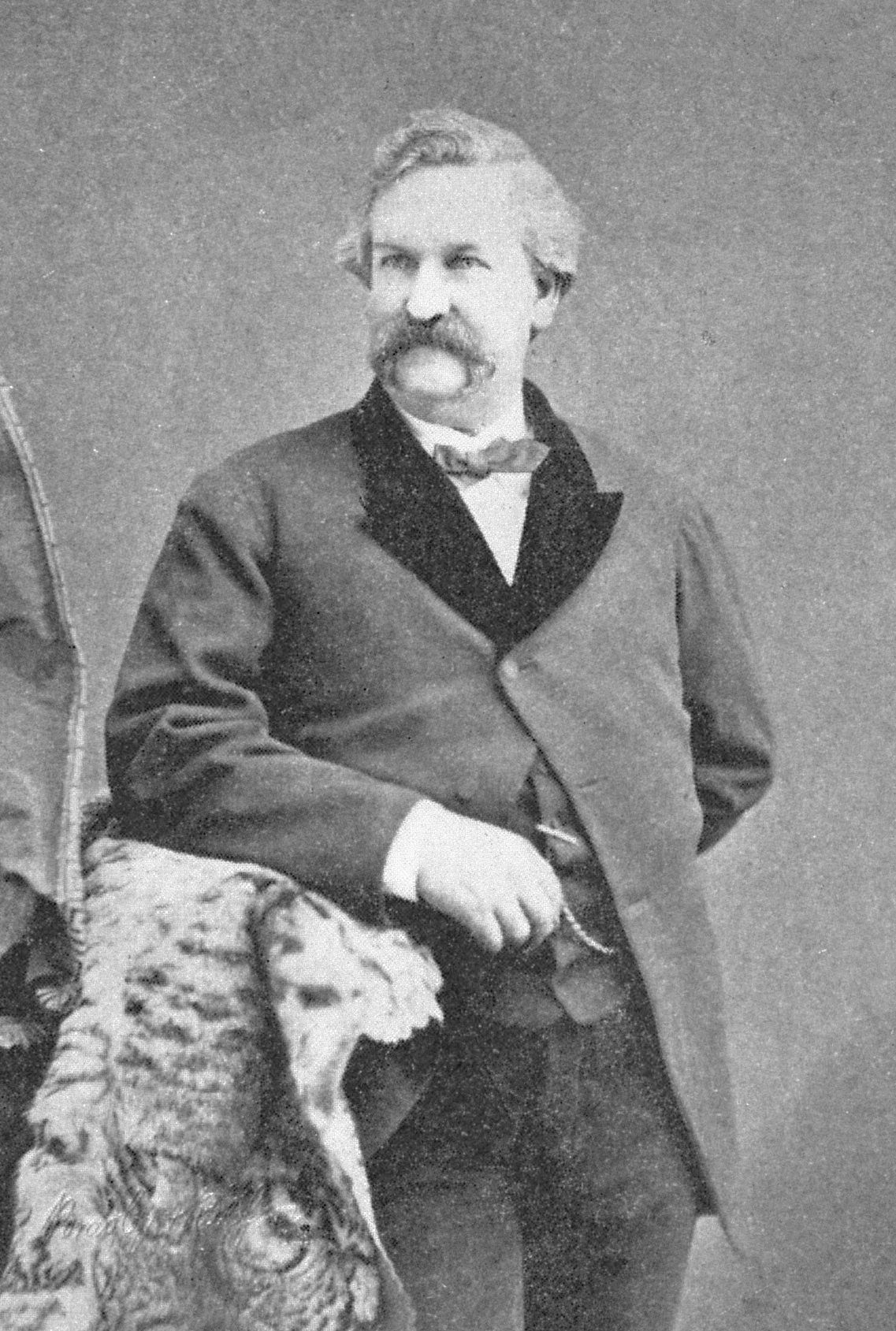
هنري «هاري» إدواردز

أُسس تقليد المخيم الصيفي بعد ست سنوات من تأسيس النادي البوهيمي في عام 1872. أعلن هنري «هاري» إدواردز، ممثل وعضو مؤسس في النادي، أنه سيتم نقله إلى نيويورك لإكمال مهنته. في 29 يونيو عام 1878، اجتمع بشكل أو بآخر أقل من 100 عضو بوهيمي في مقاطعة مارين بين أشجار السيكوات بالقرب من تايلورفيل.

## العضوية والعمليات
يُعد النادي البوهيمي منتدى خاص، يمكن فقط للأعضاء الفاعلين وضيوفهم زيارته. من بين الضيوف الذي اعتاد المكان على استقبالهم السياسيين والشخصيات البارزة من الدول الأخرى. يُحدد عدد الضيوف بشكل صارم، خصوصًا خلال المخيم الصيفي، بسبب المساحة الضيقة ومحدودية المعدات.

### خادمو المخيم
يُعد خادمو المخيم مسؤولين عن إعداد الخيم الفردية. يُطلب من الخادم الأعلى أن يُشرف على المأوى أو النادي أو المطعم أو الفندق. يضم الطاقم الخدمي عاملات إناث بالحد الأدنى، ويقتصر حضورهن في النادي على الساعات النهارية من اليوم وفي المناطق المركزية القريبة من البوابة الرئيسية. يمكن بقاء العاملين الذكور في البستان البوهيمي ضمن حدود المخيم الذي عُيّنوا فيه أو في المناطق الخدمية الطرفية. يبقى العاملون من المستوى الرفيع في تجمعات خاصة صغيرة، إلا ان أغلبهم يبقون في بيوت الاستراحة الريفية.

### الأمن

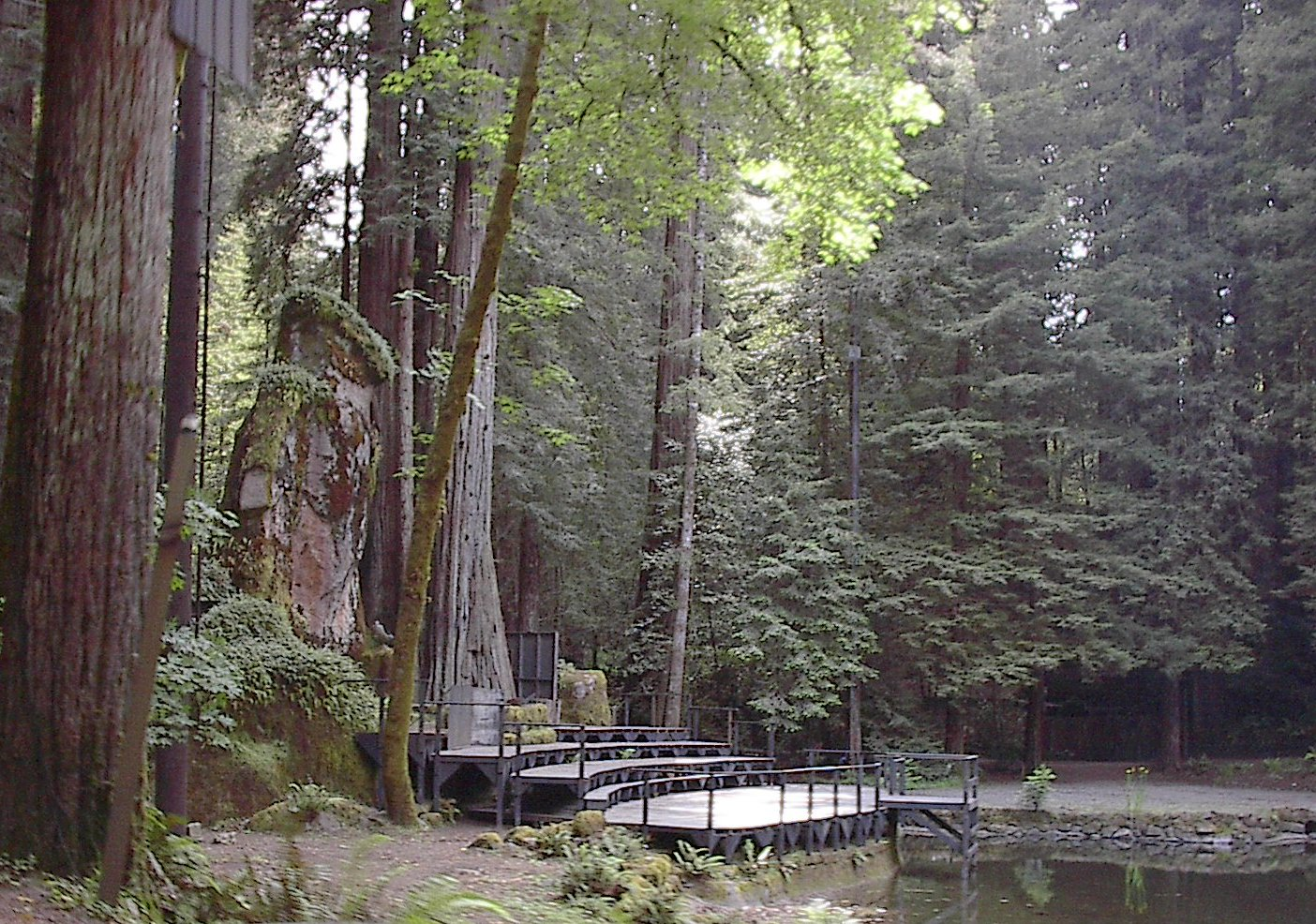
ضريح البومة الذي يرمز للحكمة وسط البستان

يحمي فريق أمن متطور البستان البوهيمي على مدار السنة. يُعين النادي البوهيمي أفرادًا خدموا سابقًا في الجيش، كي يساهموا في حماية المنطقة. تًستخدم معدات تؤمن حماية عالية، بما في ذلك كميرات رؤية ليلية/حرارية ومستشعرات حركة وأنظمة إندار استشعار الاهتزاز. يتضاعف مستوى الحماية بشكل خاص خلال الفترات التي يتواجد فيها الأعضاء ضمن البستان. ويساعدهم خلال هذه الفترات مكتب الشريف المحلي ودوريات الطرق السريعة في ولاية كاليفورنيا. تُساعد الخدمة السرية في الولايات المتحدة الأمريكية في حراسة المناطق والطرق المحيطة بالمخيم في حال تضمن اللقاء في البستان قائمة من الضيوف.

## خلافات

### عضوية النساء
على الرغم من عدم إعطاء أي أنثى العضوية المطلقة في النادي البوهيمي، إلا أنه ضم أربعة أعضاء شرف إناث هنّ الصحفية مارغريت بومان والشاعرة إينا كولبريث التي عملت كأمينة مكتبة النادي، والممثلة إليزابيث كروكر باورز والكاتبة سارة جين ليبينكوت. منذ وفاة كزلبريث في عام 1928، لم تُعطَ أي أنثى أخرى عضوية في النادي. سمح لأعضاء الشرف بالإضافة إلى الضيوف الإناث الأُخريات بالدخول إلى مبنى «نادي المدينة» البوهيمي، واستُضفن في أوقات النهار في البستان البوهيمي، لكن لم يسمح لهن الدخول إلى الطوابق العليا من المبنى أو منطقة المخيم الصيفي من البستان. أُقيم «لهو النساء» السنوي في النادي بشكل خاص من أجل الضيوف والمصطحبين إلى البستان.
في عام 1978، اتّهمت وزارة كاليفورنيا للتوظيف العادل والإسكان النادي البوهيمي بالتمييز بسبب رفضه توظيف عاملات. في يناير عام 1981، أصدر قاضي القانون التنفيذي قرارًا يدعم ممارسات النادي، مع الإشارة إلى ان أعضاء النادي في البستان «يتبولون في العراء حتى دون استخدام مرافق بدائية» وأن وجود حضور نسوي في النادي سيبدّل أو يغير من سلوك أعضاء النادي، إلا أن لجنة الدولة للعمالة والإسكان نقضت قراره في 17 أكتوبر عام 1981، وأمرت النادي بتوظيف النساء في النادي كعاملات.
في عام 1984، لجأ النادي البوهيمي إلى المحكمة العليا في كاليفورنيا بهذا الشأن، بحجة أن حريتهم في تكوين التجمعات تضررت. صوتت المحكمة ضد النادي ورفضت مراجعة القرار في عام 1987، وفرضت بذلك على النادي البدء بتوظيف عاملات في المخيم الصيفي في البستان في مونتي ريو. أصبح هذا الحكم بمثابة سابقة قانونية تناولوها في مناقشة عام 1995-1996 حول مشروع قانون مجلس الشيوخ في كاليفورنيا إس. بي. 2110 (مادي)، وهو مقترح قانون بشأن المنظمات المعفاة من الضرائب (بما في ذلك الأندية الشقيقة)، ما إذا كان يجب إعفاؤها من قانون انرو في الحقوق المدنية.